# Ecuador en la Copa América Centenario
La selección de Ecuador fue uno de los 16 equipos participantes en la Copa América Centenario, torneo que se organizó en Estados Unidos entre el 3 y el 26 de junio de 2016.
El sorteo de la Copa América, realizado el 21 de febrero en Nueva York, determinó que el Ecuador dispute sus partidos en el grupo B junto a Brasil —contra quien debutó— Perú y Haití.
En la fase de grupos se enfrentó a Brasil en el partido inaugural. El segundo encuentro fue con Perú y el último partido fue con Haití.

## Antecedentes

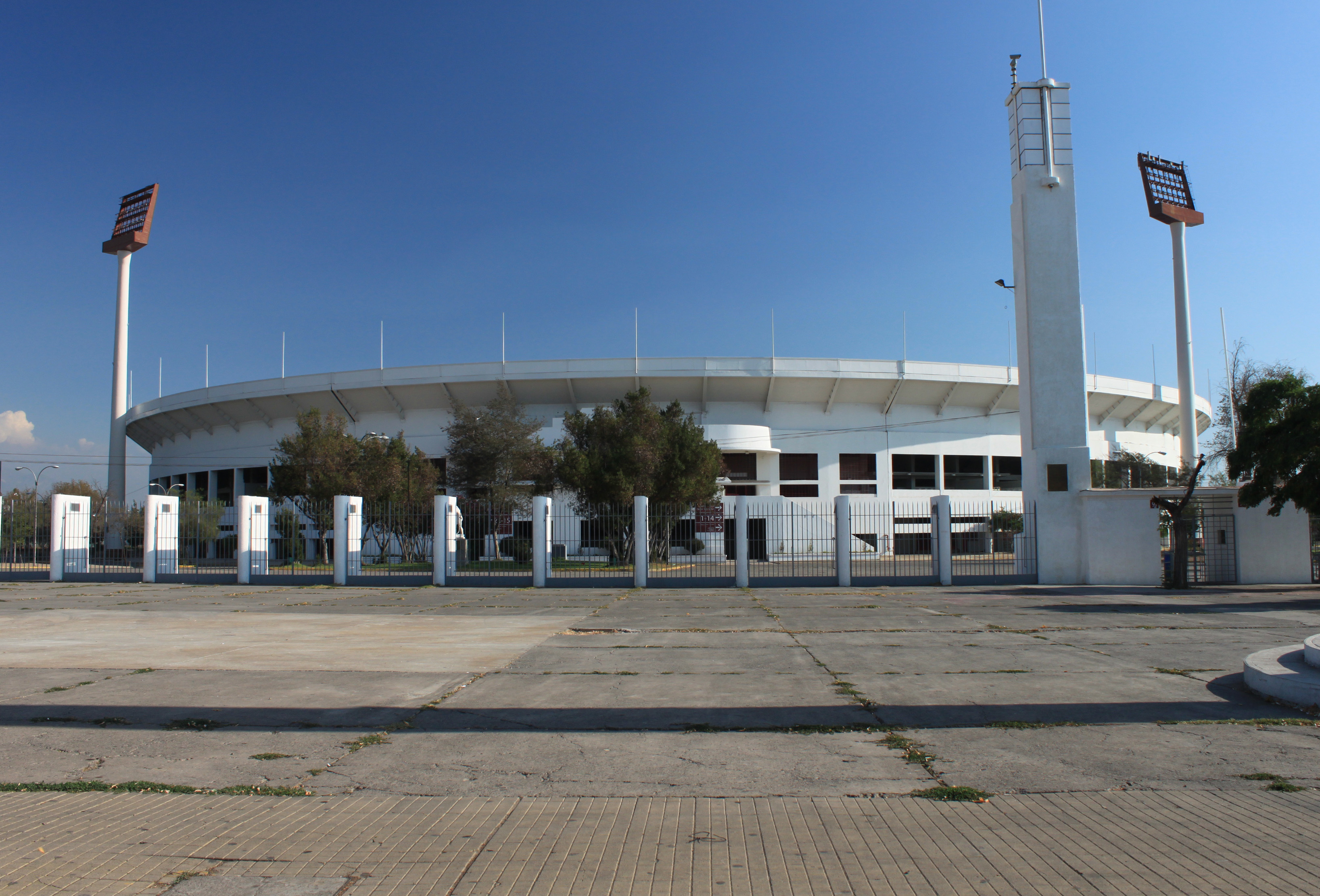
Vista del estadio Nacional de Chile en donde Ecuador jugó el partido inaugural frente a la selección anfitriona de la Copa América 2015.

Hasta antes de la Copa América Centenario la selección de fútbol de Ecuador había participado en 27 ocasiones en el torneo continental de selecciones. Su vigésimo séptima participación fue en la Copa América 2015 que tuvo como sede a Chile. Ecuador formó parte del grupo A junto a la selección anfitriona, y las selecciones de Bolivia y México.
Ecuador jugó el 11 de junio de 2015 el partido inaugural de la Copa América 2015 frente a la selección chilena, ante la cual perdió con marcador de 2-0. El partido se desarrolló en el estadio Nacional Julio Martínez Prádanos. Los goles fueron marcados por Arturo Vidal de penal al minuto 66, y por Eduardo Vargas al minuto 83.
El segundo partido de Ecuador fue contra Bolivia, el 15 de junio en el estadio Elías Figueroa Brander de la ciudad de Valparaíso. El partido lo ganó Bolivia con marcador de 2-3. Los goles bolivianos fueron marcados por Ronald Raldes al minuto 4, Martin Smedberg-Dalence al minuto 17, y Marcelo Martins de penal al minuto 42; en el segundo tiempo descontaron para Ecuador, Enner Valencia al minuto 47 y Miler Bolaños al minuto 80.
El tercer partido de Ecuador fue contra México, el 19 de junio en el estadio El Teniente de la ciudad de Rancagua. El partido fue la única victoria que obtuvo el combinado ecuatoriano, con un marcador de 1-2. Los goles ecuatorianos fueron marcados por Miler Bolaños al minuto 25 y Enner Valencia al minuto 57; mientras tanto, los mexicanos mancaron el gol de descuento al minuto Raúl Jiménez de penal al minuto 63.
Con dos derrotas y solo una victoria, Ecuador se ubicó en el tercer lugar del grupo A con 3 puntos, con 4 goles a favor y 6 en contra dando un total de -2 de gol diferencia, por lo cual no pudo clasificarse a la siguiente ronda del torneo, quedando eliminado. En lo posterior, la selección anfitriona Chile, quedó campeón del torneo.

## Organización del torneo
Se planeó que este evento deportivo se celebrara en Estados Unidos; pero, en agosto de 2015 y a raíz del caso de corrupción de la FIFA, se barajaron otras alternativas como sede, en caso de que ese país declinara la idea. Pero el desde entonces presidente de la Conmebol, Juan Ángel Napout, declaró el 1 de septiembre de 2015 que se jugaría con el formato inicial y que Estados Unidos sería la sede.
El evento fue anunciado oficialmente en forma conjunta por la Concacaf y la Conmebol, el 1 de mayo de 2014, aunque su realización fue puesta en duda como producto del escándalo por corrupción en la FIFA de 2015. Finalmente, en agosto de 2015, Juan Ángel Napout –presidente de la Conmebol, en ese entonces–, ratificó la realización del evento, aunque no la sede del mismo, ya que se dudaba de su realización en Estados Unidos, como se había pensado inicialmente. Este cambio era debido a los últimos casos de corrupción en la FIFA, que involucraron a directivos de las asociaciones organizadoras, y terminaron por generar dudas sobre esta opción, ya que la fiscalía de Nueva York es la que lleva a cabo las investigaciones y muchos de los directivos no podrían ingresar a territorio estadounidense. Finalmente, el presidente de la Conmebol comunicó, en septiembre de 2015, que se realizaría en los Estados Unidos, y que se mantendrían, a la vez, las sedes de las dos siguientes ediciones de la Copa América: Brasil en 2019 y Ecuador en 2023.

## Plantilla
El director técnico de la selección ecuatoriana, Gustavo Quinteros, anunció un listado de 40 jugadores preseleccionados que serían evaluados durante cierto tiempo, con el objetivo de depurar el listado y reducirlo a 23 jugadores que ganarían la convocación oficial al torneo. Dentro de aquel listado se integraron 17 futbolistas que pertenecían a clubes fuera de Ecuador, y 23 que pertenecían a clubes del país y disputan el Campeonato Ecuatoriano de Fútbol
- La lista provisional de 40 jugadores fue anunciada el 29 de abril de 2016.[15][16]
- La lista final de 23 jugadores fue anunciada el 18 de mayo de 2016.[17][18][19]

| #     | Nombre              | Posición          | Nacimiento (Edad)                 | PJ Sel            | G                 | Club                         |
| ----- | ------------------- | ----------------- | --------------------------------- | ----------------- | ----------------- | ---------------------------- |
| 1     | Máximo Banguera     | Portero           | 16 de diciembre de 1985 (30 años) | 27                | 0                 | Barcelona S. C.              |
| 2     | Arturo Mina         | Defensa           | 8 de octubre de 1990 (25 años)    | 7                 | 0                 | Independiente del Valle      |
| 3     | Frickson Erazo      | Defensa           | 5 de mayo de 1988 (28 años)       | 58                | 2                 | C. Atlético Mineiro          |
| 4     | Juan Carlos Paredes | Defensa           | 8 de julio de 1987 (28 años)      | 59                | 0                 | Watford F. C.                |
| 5     | Cristian Ramírez    | Defensa           | 12 de agosto de 1994 (21 años)    | 5                 | 0                 | Ferencvárosi T. C.           |
| 6     | Christian Noboa     | Centrocampista    | 9 de abril de 1985 (31 años)      | 64                | 3                 | F. K. Rostov                 |
| 7     | Jefferson Montero   | Centrocampista    | 1 de septiembre de 1989 (26 años) | 56                | 10                | Swansea City A. F. C.        |
| 8     | Fernando Gaibor     | Centrocampista    | 8 de noviembre de 1991 (24 años)  | 5                 | 0                 | C. S. Emelec                 |
| 9     | Fidel Martínez      | Centrocampista    | 15 de febrero de 1990 (26 años)   | 23                | 7                 | Pumas de la UNAM             |
| 10    | Walter Ayoví        | Defensa           | 11 de agosto de 1979 (36 años)    | 111               | 8                 | C. F. Monterrey              |
| 11    | Michael Arroyo      | Centrocampista    | 23 de abril de 1987 (29 años)     | 27                | 4                 | Club América                 |
| 12    | Esteban Dreer       | Portero           | 11 de noviembre de 1981 (34 años) | 2                 | 0                 | C. S. Emelec                 |
| 13    | Enner Valencia      | Delantero         | 4 de noviembre de 1989 (26 años)  | 25                | 14                | West Ham United F. C.        |
| 14    | Ángel Mena          | Centrocampista    | 21 de enero de 1988 (28 años)     | 7                 | 1                 | C. S. Emelec                 |
| 15    | Pedro Larrea        | Centrocampista    | 21 de mayo de 1986 (30 años)      | 1                 | 0                 | C. D. El Nacional            |
| 16    | Antonio Valencia    | Centrocampista    | 4 de agosto de 1985 (30 años)     | 80                | 8                 | Manchester United F. C.      |
| 17    | Jaime Ayoví         | Delantero         | 21 de febrero de 1988 (28 años)   | 34                | 9                 | C. D. Godoy Cruz A. T.       |
| 18    | Carlos Gruezo       | Centrocampista    | 19 de abril de 1995 (21 años)     | 11                | 0                 | F. C. Dallas                 |
| 19    | Juan Cazares        | Centrocampista    | 3 de abril de 1992 (24 años)      | 13                | 1                 | C. Atlético Mineiro          |
| 20    | Robert Arboleda     | Defensa           | 22 de octubre de 1991 (24 años)   | 1                 | 0                 | C. D. Universidad Católica   |
| 21    | Gabriel Achilier    | Defensa           | 23 de marzo de 1985 (31 años)     | 37                | 0                 | C. S. Emelec                 |
| 22    | Alexander Domínguez | Portero           | 5 de junio de 1987 (28 años)      | 37                | 0                 | Liga Deportiva Universitaria |
| 23    | Miler Bolaños       | Delantero         | 1 de junio de 1990 (26 años)      | 13                | 6                 | Grêmio F. P. A.              |
| D. T. | Gustavo Quinteros   | Gustavo Quinteros | Gustavo Quinteros                 | Gustavo Quinteros | Gustavo Quinteros | Gustavo Quinteros            |

## Preparación

### Partidos amistosos
| 25 de mayo de 2016 | Estados Unidos | 1:0 (0:0) | Ecuador | Estadio Toyota, Frisco  |                         |
| 19:00 (UTC-5)      | Nagbe 89'      |           |         | Árbitro(s): César Ramos | Árbitro(s): César Ramos |

| 31 de mayo de 2016 | Los Angeles Galaxy | 0:0 | Ecuador | StubHub Center, Los Ángeles |  |

## Participación
- Los horarios son correspondientes al huso horario de cada sede.

### Partidos
| Fecha       | Ciudad          | Instancia        | Local          |                           | Resultado |                    | Visitante |
| ----------- | --------------- | ---------------- | -------------- | ------------------------- | --------- | ------------------ | --------- |
| 4 de junio  | Pasadena        | Fase de grupos   | Brasil         | Bandera de Brasil         | 0:0       | Bandera de Ecuador | Ecuador   |
| 8 de junio  | Glendale        | Fase de grupos   | Ecuador        | Bandera de Ecuador        | 2:2 (1:2) | Bandera de Perú    | Perú      |
| 12 de junio | East Rutherford | Fase de grupos   | Ecuador        | Bandera de Ecuador        | 4:0 (2:0) | Bandera de Haití   | Haití     |
| 16 de junio | Seattle         | Cuartos de final | Estados Unidos | Bandera de Estados Unidos | 2:1 (1:0) | Bandera de Ecuador | Ecuador   |

### Fase de grupos - Grupo B
| Selección | Pts | PJ | PG | PE | PP | GF | GC | Dif |
| --------- | --- | -- | -- | -- | -- | -- | -- | --- |
| Perú      | 7   | 3  | 2  | 1  | 0  | 4  | 2  | +2  |
| Ecuador   | 5   | 3  | 1  | 2  | 0  | 6  | 2  | +4  |
| Brasil    | 4   | 3  | 1  | 1  | 1  | 7  | 2  | +5  |
| Haití     | 0   | 3  | 0  | 0  | 3  | 1  | 12 | –11 |

|  | Clasificados a los cuartos de final. |

#### Brasil vs. Ecuador
| 4 de junio    | Brasil | 0:0     | Ecuador | Rose Bowl, Pasadena                                        |                                                            |
| 19:00 (UTC-7) |        | Reporte |         | Asistencia: 53 158 espectadores Árbitro(s): Julio Bascuñán | Asistencia: 53 158 espectadores Árbitro(s): Julio Bascuñán |

| 1          | Guardameta     | Alisson Becker    |     |
| 2          | Defensa        | Dani Alves        |     |
| 13         | Defensa        | Marquinhos        |     |
| 4          | Defensa        | Gil               |     |
| 6          | Defensa        | Filipe Luís       |     |
| 5          | Centrocampista | Casemiro          |     |
| 8          | Centrocampista | Elias             | 86' |
| 18         | Centrocampista | Renato Augusto    |     |
| 19         | Delantero      | Willian           | 76' |
| 9          | Delantero      | Jonas             | 62' |
| 22         | Delantero      | Philippe Coutinho |     |
| Entrenador | Entrenador     | Dunga             |     |

| 12         | Guardameta     | Esteban Dreer       |       |
| 4          | Defensa        | Juan Carlos Paredes |       |
| 21         | Defensa        | Gabriel Achilier    |       |
| 2          | Defensa        | Arturo Mina         |       |
| 10         | Defensa        | Walter Ayoví        |       |
| 18         | Centrocampista | Carlos Gruezo       |       |
| 6          | Centrocampista | Christian Noboa     |       |
| 16         | Centrocampista | Antonio Valencia    |       |
| 23         | Centrocampista | Miler Bolaños       | 90+1' |
| 7          | Centrocampista | Jefferson Montero   | 81'   |
| 13         | Delantero      | Enner Valencia      | 81'   |
| Entrenador | Entrenador     | Gustavo Quinteros   |       |

| 11 | Delantero      | Gabriel Barbosa | 62' |
| 20 | Centrocampista | Lucas Moura     | 76' |
| 10 | Centrocampista | Lucas Lima      | 86' |

| 17 | Delantero      | Jaime Ayoví     | 81'   |
| 9  | Centrocampista | Fidel Martínez  | 81'   |
| 8  | Centrocampista | Fernando Gaibor | 90+1' |

| Amonestado | 18' | Casemiro |
| Amonestado | 35' | Elias    |
| Amonestado | 38' | Gil      |

| Amonestado | 47' | Juan Carlos Paredes |
| Amonestado | 77' | Enner Valencia      |
| Amonestado | 86' | Jaime Ayoví         |

| Árbitro             | Julio Bascuñán      |
| Árbitros asistentes | Carlos Astroza      |
| Árbitros asistentes | Christian Schiemann |
| Cuarto árbitro      | José Argote         |
| Quinto árbitro      | John Alexander León |

| 1          | Guardameta     | Alisson Becker    |     |
| 2          | Defensa        | Dani Alves        |     |
| 13         | Defensa        | Marquinhos        |     |
| 4          | Defensa        | Gil               |     |
| 6          | Defensa        | Filipe Luís       |     |
| 5          | Centrocampista | Casemiro          |     |
| 8          | Centrocampista | Elias             | 86' |
| 18         | Centrocampista | Renato Augusto    |     |
| 19         | Delantero      | Willian           | 76' |
| 9          | Delantero      | Jonas             | 62' |
| 22         | Delantero      | Philippe Coutinho |     |
| Entrenador | Entrenador     | Dunga             |     |

| 12         | Guardameta     | Esteban Dreer       |       |
| 4          | Defensa        | Juan Carlos Paredes |       |
| 21         | Defensa        | Gabriel Achilier    |       |
| 2          | Defensa        | Arturo Mina         |       |
| 10         | Defensa        | Walter Ayoví        |       |
| 18         | Centrocampista | Carlos Gruezo       |       |
| 6          | Centrocampista | Christian Noboa     |       |
| 16         | Centrocampista | Antonio Valencia    |       |
| 23         | Centrocampista | Miler Bolaños       | 90+1' |
| 7          | Centrocampista | Jefferson Montero   | 81'   |
| 13         | Delantero      | Enner Valencia      | 81'   |
| Entrenador | Entrenador     | Gustavo Quinteros   |       |

| 11 | Delantero      | Gabriel Barbosa | 62' |
| 20 | Centrocampista | Lucas Moura     | 76' |
| 10 | Centrocampista | Lucas Lima      | 86' |

| 17 | Delantero      | Jaime Ayoví     | 81'   |
| 9  | Centrocampista | Fidel Martínez  | 81'   |
| 8  | Centrocampista | Fernando Gaibor | 90+1' |

| Amonestado | 18' | Casemiro |
| Amonestado | 35' | Elias    |
| Amonestado | 38' | Gil      |

| Amonestado | 47' | Juan Carlos Paredes |
| Amonestado | 77' | Enner Valencia      |
| Amonestado | 86' | Jaime Ayoví         |

| Árbitro             | Julio Bascuñán      |
| Árbitros asistentes | Carlos Astroza      |
| Árbitros asistentes | Christian Schiemann |
| Cuarto árbitro      | José Argote         |
| Quinto árbitro      | John Alexander León |

| \| Estadísticas \| \| \| \| Tiros \| 9 \| 6 \| \| Tiros a puerta \| 2 \| 1 \| \| Faltas \| 12 \| 17 \| \| Saques de esquina \| 5 \| 4 \| \| Penaltis \| 0 \| 0 \| \| Fueras de juego \| 1 \| 4 \| \| Posesión de balón \| 70% \| 30% \| | Alineación inicial |                    |
| Estadísticas | Bandera de Brasil  | Bandera de Ecuador |
| Tiros | 9                  | 6                  |
| Tiros a puerta | 2                  | 1                  |
| Faltas | 12                 | 17                 |
| Saques de esquina | 5                  | 4                  |
| Penaltis | 0                  | 0                  |
| Fueras de juego | 1                  | 4                  |
| Posesión de balón | 70%                | 30%                |

#### Ecuador vs. Perú
| 8 de junio    | Ecuador                       | 2:2 (1:2) | Perú                  | University of Phoenix Stadium, Glendale                   |                                                           |
| 19:00 (UTC-7) | E. Valencia 39' · Bolaños 48' | Reporte   | Cueva 5' · Flores 13' | Asistencia: 11 937 espectadores Árbitro(s): Wilmar Roldán | Asistencia: 11 937 espectadores Árbitro(s): Wilmar Roldán |

| 22         | Guardameta     | Alexander Domínguez |     |
| 4          | Defensa        | Juan Carlos Paredes | 46' |
| 21         | Defensa        | Gabriel Achilier    |     |
| 2          | Defensa        | Arturo Mina         |     |
| 10         | Defensa        | Walter Ayoví        |     |
| 18         | Centrocampista | Carlos Gruezo       |     |
| 6          | Centrocampista | Christian Noboa     |     |
| 16         | Centrocampista | Antonio Valencia    |     |
| 23         | Centrocampista | Miler Bolaños       | 62' |
| 7          | Centrocampista | Jefferson Montero   | 88' |
| 13         | Delantero      | Enner Valencia      |     |
| Entrenador | Entrenador     | Gustavo Quinteros   |     |

| 1          | Guardameta     | Pedro Gallese     |     |
| 4          | Defensa        | Renzo Revoredo    |     |
| 15         | Defensa        | Christian Ramos   |     |
| 2          | Defensa        | Alberto Rodríguez |     |
| 6          | Defensa        | Miguel Trauco     |     |
| 13         | Centrocampista | Renato Tapia      |     |
| 16         | Centrocampista | Óscar Vílchez     | 73' |
| 21         | Centrocampista | Alejandro Hohberg | 50' |
| 10         | Centrocampista | Christian Cueva   |     |
| 20         | Centrocampista | Edison Flores     | 79' |
| 9          | Delantero      | Paolo Guerrero    |     |
| Entrenador | Entrenador     | Ricardo Gareca    |     |

| 17 | Delantero      | Jaime Ayoví    | 46' |
| 9  | Centrocampista | Fidel Martínez | 62' |
| 19 | Centrocampista | Juan Cazares   | 88' |

| 8  | Delantero      | Andy Polo      | 50' |
| 11 | Delantero      | Raúl Ruidíaz   | 73' |
| 19 | Centrocampista | Yoshimar Yotún | 79' |

| Anotado | 39' | Enner Valencia | 1–2 |
| Anotado | 48' | Miler Bolaños  | 2–2 |

| Anotado | 5'  | Christian Cueva | 0–1 |
| Anotado | 13' | Edison Flores   | 0–2 |

| Amonestado | 12' | Carlos Gruezo    |
| Amonestado | 22' | Gabriel Achilier |

| Amonestado | 52' | Óscar Vílchez |

| Otorgado · Expulsado | 90+3' | Gabriel Achilier |

| Árbitro             | Wilmar Roldán    |
| Árbitros asistentes | Alexander Guzmán |
| Árbitros asistentes | Wilmar Navarro   |
| Cuarto árbitro      | Yadel Martínez   |
| Quinto árbitro      | Hiran Dopico     |

| 22         | Guardameta     | Alexander Domínguez |     |
| 4          | Defensa        | Juan Carlos Paredes | 46' |
| 21         | Defensa        | Gabriel Achilier    |     |
| 2          | Defensa        | Arturo Mina         |     |
| 10         | Defensa        | Walter Ayoví        |     |
| 18         | Centrocampista | Carlos Gruezo       |     |
| 6          | Centrocampista | Christian Noboa     |     |
| 16         | Centrocampista | Antonio Valencia    |     |
| 23         | Centrocampista | Miler Bolaños       | 62' |
| 7          | Centrocampista | Jefferson Montero   | 88' |
| 13         | Delantero      | Enner Valencia      |     |
| Entrenador | Entrenador     | Gustavo Quinteros   |     |

| 1          | Guardameta     | Pedro Gallese     |     |
| 4          | Defensa        | Renzo Revoredo    |     |
| 15         | Defensa        | Christian Ramos   |     |
| 2          | Defensa        | Alberto Rodríguez |     |
| 6          | Defensa        | Miguel Trauco     |     |
| 13         | Centrocampista | Renato Tapia      |     |
| 16         | Centrocampista | Óscar Vílchez     | 73' |
| 21         | Centrocampista | Alejandro Hohberg | 50' |
| 10         | Centrocampista | Christian Cueva   |     |
| 20         | Centrocampista | Edison Flores     | 79' |
| 9          | Delantero      | Paolo Guerrero    |     |
| Entrenador | Entrenador     | Ricardo Gareca    |     |

| 17 | Delantero      | Jaime Ayoví    | 46' |
| 9  | Centrocampista | Fidel Martínez | 62' |
| 19 | Centrocampista | Juan Cazares   | 88' |

| 8  | Delantero      | Andy Polo      | 50' |
| 11 | Delantero      | Raúl Ruidíaz   | 73' |
| 19 | Centrocampista | Yoshimar Yotún | 79' |

| Anotado | 39' | Enner Valencia | 1–2 |
| Anotado | 48' | Miler Bolaños  | 2–2 |

| Anotado | 5'  | Christian Cueva | 0–1 |
| Anotado | 13' | Edison Flores   | 0–2 |

| Amonestado | 12' | Carlos Gruezo    |
| Amonestado | 22' | Gabriel Achilier |

| Amonestado | 52' | Óscar Vílchez |

| Otorgado · Expulsado | 90+3' | Gabriel Achilier |

| Árbitro             | Wilmar Roldán    |
| Árbitros asistentes | Alexander Guzmán |
| Árbitros asistentes | Wilmar Navarro   |
| Cuarto árbitro      | Yadel Martínez   |
| Quinto árbitro      | Hiran Dopico     |

| \| Estadísticas \| \| \| \| Tiros \| 18 \| 9 \| \| Tiros a puerta \| 6 \| 3 \| \| Faltas \| 15 \| 15 \| \| Saques de esquina \| 9 \| 4 \| \| Penaltis \| 0 \| 0 \| \| Fueras de juego \| 1 \| 2 \| \| Posesión de balón \| 56% \| 44% \| | Alineación inicial |                 |
| Estadísticas | Bandera de Ecuador | Bandera de Perú |
| Tiros | 18                 | 9               |
| Tiros a puerta | 6                  | 3               |
| Faltas | 15                 | 15              |
| Saques de esquina | 9                  | 4               |
| Penaltis | 0                  | 0               |
| Fueras de juego | 1                  | 2               |
| Posesión de balón | 56%                | 44%             |

#### Ecuador vs. Haití
| 12 de junio   | Ecuador                                                      | 4:0 (2:0) | Haití | MetLife Stadium, East Rutherford                        |                                                         |
| 18:30 (UTC-4) | E. Valencia 11' · J. Ayoví 20' · Noboa 57' · A. Valencia 78' | Reporte   |       | Asistencia: 50 976 espectadores Árbitro(s): Gery Vargas | Asistencia: 50 976 espectadores Árbitro(s): Gery Vargas |

| 22         | Guardameta     | Alexander Domínguez |     |
| 4          | Defensa        | Juan Carlos Paredes |     |
| 2          | Defensa        | Arturo Mina         |     |
| 3          | Defensa        | Frickson Erazo      |     |
| 10         | Defensa        | Walter Ayoví        |     |
| 16         | Centrocampista | Antonio Valencia    |     |
| 6          | Centrocampista | Christian Noboa     |     |
| 18         | Centrocampista | Carlos Gruezo       | 79' |
| 17         | Delantero      | Jaime Ayoví         | 46' |
| 13         | Delantero      | Enner Valencia      | 84' |
| 7          | Delantero      | Jefferson Montero   |     |
| Entrenador | Entrenador     | Gustavo Quinteros   |     |

| 1          | Guardameta     | Johny Placide      |     |
| 6          | Defensa        | Stéphane Lambese   |     |
| 5          | Defensa        | Romain Genevois    |     |
| 3          | Defensa        | Mechack Jérôme     |     |
| 4          | Defensa        | Kim Jaggy          |     |
| 21         | Centrocampista | Jean-Eudes Maurice |     |
| 13         | Centrocampista | Kevin Lafrance     | 71' |
| 14         | Centrocampista | James Marcelin     | 79' |
| 15         | Centrocampista | Sony Nordé         |     |
| 20         | Delantero      | Duckens Nazon      |     |
| 9          | Delantero      | Kervens Belfort    | 70' |
| Entrenador | Entrenador     | Patrice Neveu      |     |

| 19 | Centrocampista | Juan Cazares    | 46' |
| 8  | Centrocampista | Fernando Gaibor | 79' |
| 9  | Centrocampista | Fidel Martínez  | 84' |

| 10 | Delantero      | Jeff Louis     | 70' |
| 19 | Centrocampista | Max Hilaire    | 71' |
| 16 | Centrocampista | Jean Alexandre | 79' |

| Anotado | 11' | Enner Valencia   | 1–0 |
| Anotado | 20' | Jaime Ayoví      | 2–0 |
| Anotado | 57' | Christian Noboa  | 3–0 |
| Anotado | 78' | Antonio Valencia | 4–0 |

| Amonestado | 37'   | Kevin Lafrance  |
| Amonestado | 90+2' | Romain Genevois |

| Árbitro             | Gery Vargas         |
| Árbitros asistentes | Javier Bustillos    |
| Árbitros asistentes | Juan Pablo Montaño  |
| Cuarto árbitro      | Patricio Loustau    |
| Quinto árbitro      | Ezequiel Brailovsky |

| 22         | Guardameta     | Alexander Domínguez |     |
| 4          | Defensa        | Juan Carlos Paredes |     |
| 2          | Defensa        | Arturo Mina         |     |
| 3          | Defensa        | Frickson Erazo      |     |
| 10         | Defensa        | Walter Ayoví        |     |
| 16         | Centrocampista | Antonio Valencia    |     |
| 6          | Centrocampista | Christian Noboa     |     |
| 18         | Centrocampista | Carlos Gruezo       | 79' |
| 17         | Delantero      | Jaime Ayoví         | 46' |
| 13         | Delantero      | Enner Valencia      | 84' |
| 7          | Delantero      | Jefferson Montero   |     |
| Entrenador | Entrenador     | Gustavo Quinteros   |     |

| 1          | Guardameta     | Johny Placide      |     |
| 6          | Defensa        | Stéphane Lambese   |     |
| 5          | Defensa        | Romain Genevois    |     |
| 3          | Defensa        | Mechack Jérôme     |     |
| 4          | Defensa        | Kim Jaggy          |     |
| 21         | Centrocampista | Jean-Eudes Maurice |     |
| 13         | Centrocampista | Kevin Lafrance     | 71' |
| 14         | Centrocampista | James Marcelin     | 79' |
| 15         | Centrocampista | Sony Nordé         |     |
| 20         | Delantero      | Duckens Nazon      |     |
| 9          | Delantero      | Kervens Belfort    | 70' |
| Entrenador | Entrenador     | Patrice Neveu      |     |

| 19 | Centrocampista | Juan Cazares    | 46' |
| 8  | Centrocampista | Fernando Gaibor | 79' |
| 9  | Centrocampista | Fidel Martínez  | 84' |

| 10 | Delantero      | Jeff Louis     | 70' |
| 19 | Centrocampista | Max Hilaire    | 71' |
| 16 | Centrocampista | Jean Alexandre | 79' |

| Anotado | 11' | Enner Valencia   | 1–0 |
| Anotado | 20' | Jaime Ayoví      | 2–0 |
| Anotado | 57' | Christian Noboa  | 3–0 |
| Anotado | 78' | Antonio Valencia | 4–0 |

| Amonestado | 37'   | Kevin Lafrance  |
| Amonestado | 90+2' | Romain Genevois |

| Árbitro             | Gery Vargas         |
| Árbitros asistentes | Javier Bustillos    |
| Árbitros asistentes | Juan Pablo Montaño  |
| Cuarto árbitro      | Patricio Loustau    |
| Quinto árbitro      | Ezequiel Brailovsky |

| \| Estadísticas \| \| \| \| Tiros \| 22 \| 8 \| \| Tiros a puerta \| 10 \| 3 \| \| Faltas \| 12 \| 11 \| \| Saques de esquina \| 6 \| 5 \| \| Penaltis \| 0 \| 0 \| \| Fueras de juego \| 5 \| 4 \| \| Posesión de balón \| 48% \| 52% \| | Alineación inicial |                  |
| Estadísticas | Bandera de Ecuador | Bandera de Haití |
| Tiros | 22                 | 8                |
| Tiros a puerta | 10                 | 3                |
| Faltas | 12                 | 11               |
| Saques de esquina | 6                  | 5                |
| Penaltis | 0                  | 0                |
| Fueras de juego | 5                  | 4                |
| Posesión de balón | 48%                | 52%              |

### Cuartos de final

#### Estados Unidos vs. Ecuador
| 16 de junio   | Estados Unidos           | 2:1 (1:0) | Ecuador    | CenturyLink Field, Seattle                                |                                                           |
| 18:30 (UTC-7) | Dempsey 22' · Zardes 65' | Reporte   | Arroyo 74' | Asistencia: 47 322 espectadores Árbitro(s): Wilmar Roldán | Asistencia: 47 322 espectadores Árbitro(s): Wilmar Roldán |

| 1          | Guardameta     | Brad Guzan       |       |
| 5          | Defensa        | Matt Besler      |       |
| 20         | Defensa        | Geoff Cameron    |       |
| 6          | Defensa        | John Brooks      |       |
| 23         | Defensa        | Fabian Johnson   |       |
| 11         | Centrocampista | Alejandro Bedoya | 81'   |
| 4          | Centrocampista | Michael Bradley  |       |
| 13         | Centrocampista | Jermaine Jones   |       |
| 9          | Delantero      | Gyasi Zardes     | 90+4' |
| 8          | Delantero      | Clint Dempsey    | 74'   |
| 7          | Delantero      | Bobby Wood       |       |
| Entrenador | Entrenador     | Jürgen Klinsmann |       |

| 22         | Guardameta     | Alexander Domínguez |     |
| 4          | Defensa        | Juan Carlos Paredes | 82' |
| 2          | Defensa        | Arturo Mina         |     |
| 3          | Defensa        | Frickson Erazo      |     |
| 10         | Defensa        | Walter Ayoví        |     |
| 18         | Centrocampista | Carlos Gruezo       | 72' |
| 6          | Centrocampista | Christian Noboa     | 62' |
| 16         | Centrocampista | Antonio Valencia    |     |
| 11         | Centrocampista | Michael Arroyo      |     |
| 7          | Centrocampista | Jefferson Montero   |     |
| 13         | Delantero      | Enner Valencia      |     |
| Entrenador | Entrenador     | Gustavo Quinteros   |     |

| 15 | Centrocampista | Kyle Beckerman | 74'   |
| 19 | Centrocampista | Graham Zusi    | 81'   |
| 3  | Defensa        | Steve Birnbaum | 90+4' |

| 8  | Centrocampista | Fernando Gaibor  | 62' |
| 5  | Defensa        | Cristian Ramírez | 72' |
| 17 | Delantero      | Jaime Ayoví      | 82' |

| Anotado | 22' | Clint Dempsey | 1–0 |
| Anotado | 65' | Gyasi Zardes  | 2–0 |

| Anotado | 74' | Michael Arroyo | 2–1 |

| Amonestado | 53' | Bobby Wood       |
| Amonestado | 73' | Alejandro Bedoya |
| Amonestado | 84' | Brad Guzan       |

| Amonestado | 37' | Antonio Valencia    |
| Amonestado | 64' | Juan Carlos Paredes |

| Expulsado | 52' | Jermaine Jones |

| Otorgado · Expulsado | 52' | Antonio Valencia |

| Árbitro             | Wilmar Roldán      |
| Árbitros asistentes | Alexander Guzmán   |
| Árbitros asistentes | Wilmar Navarro     |
| Cuarto árbitro      | Wilton Sampaio     |
| Quinto árbitro      | Juan Pablo Montaño |

| 1          | Guardameta     | Brad Guzan       |       |
| 5          | Defensa        | Matt Besler      |       |
| 20         | Defensa        | Geoff Cameron    |       |
| 6          | Defensa        | John Brooks      |       |
| 23         | Defensa        | Fabian Johnson   |       |
| 11         | Centrocampista | Alejandro Bedoya | 81'   |
| 4          | Centrocampista | Michael Bradley  |       |
| 13         | Centrocampista | Jermaine Jones   |       |
| 9          | Delantero      | Gyasi Zardes     | 90+4' |
| 8          | Delantero      | Clint Dempsey    | 74'   |
| 7          | Delantero      | Bobby Wood       |       |
| Entrenador | Entrenador     | Jürgen Klinsmann |       |

| 22         | Guardameta     | Alexander Domínguez |     |
| 4          | Defensa        | Juan Carlos Paredes | 82' |
| 2          | Defensa        | Arturo Mina         |     |
| 3          | Defensa        | Frickson Erazo      |     |
| 10         | Defensa        | Walter Ayoví        |     |
| 18         | Centrocampista | Carlos Gruezo       | 72' |
| 6          | Centrocampista | Christian Noboa     | 62' |
| 16         | Centrocampista | Antonio Valencia    |     |
| 11         | Centrocampista | Michael Arroyo      |     |
| 7          | Centrocampista | Jefferson Montero   |     |
| 13         | Delantero      | Enner Valencia      |     |
| Entrenador | Entrenador     | Gustavo Quinteros   |     |

| 15 | Centrocampista | Kyle Beckerman | 74'   |
| 19 | Centrocampista | Graham Zusi    | 81'   |
| 3  | Defensa        | Steve Birnbaum | 90+4' |

| 8  | Centrocampista | Fernando Gaibor  | 62' |
| 5  | Defensa        | Cristian Ramírez | 72' |
| 17 | Delantero      | Jaime Ayoví      | 82' |

| Anotado | 22' | Clint Dempsey | 1–0 |
| Anotado | 65' | Gyasi Zardes  | 2–0 |

| Anotado | 74' | Michael Arroyo | 2–1 |

| Amonestado | 53' | Bobby Wood       |
| Amonestado | 73' | Alejandro Bedoya |
| Amonestado | 84' | Brad Guzan       |

| Amonestado | 37' | Antonio Valencia    |
| Amonestado | 64' | Juan Carlos Paredes |

| Expulsado | 52' | Jermaine Jones |

| Otorgado · Expulsado | 52' | Antonio Valencia |

| Árbitro             | Wilmar Roldán      |
| Árbitros asistentes | Alexander Guzmán   |
| Árbitros asistentes | Wilmar Navarro     |
| Cuarto árbitro      | Wilton Sampaio     |
| Quinto árbitro      | Juan Pablo Montaño |

| \| Estadísticas \| \| \| \| Tiros \| 9 \| 18 \| \| Tiros a puerta \| 4 \| 3 \| \| Faltas \| 12 \| 13 \| \| Saques de esquina \| 4 \| 5 \| \| Penaltis \| 0 \| 0 \| \| Fueras de juego \| 0 \| 4 \| \| Posesión de balón \| 42% \| 58% \| | Alineación inicial        |                    |
| Estadísticas | Bandera de Estados Unidos | Bandera de Ecuador |
| Tiros | 9                         | 18                 |
| Tiros a puerta | 4                         | 3                  |
| Faltas | 12                        | 13                 |
| Saques de esquina | 4                         | 5                  |
| Penaltis | 0                         | 0                  |
| Fueras de juego | 0                         | 4                  |
| Posesión de balón | 42%                       | 58%                |

## Estadísticas

### Participación de jugadores
| N.° | Pos        | Jugador             | PJ | Minutos jugados | Goles recibidos | Atajos | Tarjetas amarillas | Doble tarjeta amarilla y roja | Tarjetas rojas |
| --- | ---------- | ------------------- | -- | --------------- | --------------- | ------ | ------------------ | ----------------------------- | -------------- |
| 1   | Guardameta | Máximo Banguera     | 0  | 0               | 0               | 0      | 0                  | 0                             | 0              |
| 12  | Guardameta | Esteban Dreer       | 1  | 90              | 0               | 2      | 0                  | 0                             | 0              |
| 22  | Guardameta | Alexander Domínguez | 3  | 270             | 4               | 6      | 0                  | 0                             | 0              |

| N.° | Pos            | Jugador             | PJ | Minutos jugados | Goles | Asistencias | Tarjetas Amarillas | Doble tarjeta amarilla y roja | Tarjetas rojas |
| --- | -------------- | ------------------- | -- | --------------- | ----- | ----------- | ------------------ | ----------------------------- | -------------- |
| 2   | Defensa        | Arturo Mina         | 4  | 360             | 0     | 0           | 0                  | 0                             | 0              |
| 3   | Defensa        | Frickson Erazo      | 2  | 180             | 0     | 0           | 0                  | 0                             | 0              |
| 4   | Defensa        | Juan Carlos Paredes | 4  | 307             | 0     | 0           | 2                  | 0                             | 0              |
| 5   | Defensa        | Cristian Ramírez    | 1  | 18              | 0     | 0           | 0                  | 0                             | 0              |
| 6   | Centrocampista | Christian Noboa     | 4  | 332             | 1     | 1           | 0                  | 0                             | 0              |
| 7   | Centrocampista | Jefferson Montero   | 4  | 349             | 0     | 2           | 0                  | 0                             | 0              |
| 8   | Centrocampista | Fernando Gaibor     | 3  | 39              | 0     | 0           | 0                  | 0                             | 0              |
| 9   | Centrocampista | Fidel Martínez      | 3  | 43              | 0     | 0           | 0                  | 0                             | 0              |
| 10  | Defensa        | Walter Ayoví        | 4  | 360             | 0     | 1           | 0                  | 0                             | 0              |
| 11  | Centrocampista | Michael Arroyo      | 1  | 90              | 1     | 0           | 0                  | 0                             | 0              |
| 13  | Delantero      | Enner Valencia      | 4  | 345             | 2     | 2           | 1                  | 0                             | 0              |
| 14  | Centrocampista | Ángel Mena          | 0  | 0               | 0     | 0           | 0                  | 0                             | 0              |
| 15  | Centrocampista | Pedro Larrea        | 0  | 0               | 0     | 0           | 0                  | 0                             | 0              |
| 16  | Centrocampista | Antonio Valencia    | 4  | 360             | 1     | 1           | 1                  | 1                             | 0              |
| 17  | Delantero      | Jaime Ayoví         | 4  | 107             | 1     | 0           | 1                  | 0                             | 0              |
| 18  | Centrocampista | Carlos Gruezo       | 4  | 331             | 0     | 0           | 1                  | 0                             | 0              |
| 19  | Centrocampista | Juan Cazares        | 2  | 47              | 0     | 0           | 0                  | 0                             | 0              |
| 20  | Defensa        | Robert Arboleda     | 0  | 0               | 0     | 0           | 0                  | 0                             | 0              |
| 21  | Defensa        | Gabriel Achilier    | 2  | 180             | 0     | 0           | 1                  | 1                             | 0              |
| 23  | Delantero      | Miler Bolaños       | 2  | 152             | 1     | 0           | 0                  | 0                             | 0              |

### Goleadores
| N.°   | Jugador          | Anotado | PJ | Prom. | Jugada | Cabeza | TL | Penal |
| ----- | ---------------- | ------- | -- | ----- | ------ | ------ | -- | ----- |
| 1     | Enner Valencia   | 2       | 4  | 0.5   | 2      | 0      | 0  | 0     |
| 2     | Michael Arroyo   | 1       | 1  | 1     | 1      | 0      | 0  | 0     |
| 2     | Miler Bolaños    | 1       | 2  | 0.5   | 1      | 0      | 0  | 0     |
| 2     | Jaime Ayoví      | 1       | 4  | 0.25  | 1      | 0      | 0  | 0     |
| 2     | Christian Noboa  | 1       | 4  | 0.25  | 1      | 0      | 0  | 0     |
| 2     | Antonio Valencia | 1       | 4  | 0.25  | 1      | 0      | 0  | 0     |
| Total | Total            | 7       | 4  | 1.75  | 7      | 0      | 0  | 0     |

### Asistencias
| N.°   | Jugador           | Asistencia | Jugada | Cabeza | TL | SdE |
| ----- | ----------------- | ---------- | ------ | ------ | -- | --- |
| 1     | Jefferson Montero | 2          | 2      | 0      | 0  | 0   |
| 1     | Enner Valencia    | 2          | 2      | 0      | 0  | 0   |
| 2     | Walter Ayoví      | 1          | 0      | 0      | 1  | 0   |
| 2     | Christian Noboa   | 1          | 1      | 0      | 0  | 0   |
| 2     | Antonio Valencia  | 1          | 1      | 0      | 0  | 0   |
| Total | Total             | 7          | 6      | 0      | 1  | 0   |